# Hazel Gaudet-Erskine
Hazel Gaudet-Erskine (* 15. Oktober 1908; † 10. Juli 1975 in Reno, Nevada) war eine amerikanische Sozial- und Kommunikationswissenschaftlerin und Mitglied des Princeton Radio Project.

## Leben
Hazel Gaudet wurde am 15. Oktober 1908 geboren. Sie studierte Psychologie an der George Washington University und war eine Pionierin im Bereich Publikums- und Meinungsforschung. Sie war Teil des Princeton Radio Project an der School of Public and International Affairs an der Princeton University. 1940 heiratete sie und zog nach Reno, Nevada und wandte sich damit vorab von der Forschung ab, um sich der politischen und sozialen Arbeit zu widmen. Zwischen 1961 und 1975 schrieb sie die Kolumne The Polls, die regelmäßig in der Public Opinion Quarterly erschien. Am 10. Juli 1975 starb Hazel Gaudet-Erskine an den Folgen einer schweren Krankheit.

## Wissenschaftliche Laufbahn
Hazel Gaudet war ein frühes Mitglied des Princeton Radio Project an der Princeton University, bevor es anschließend als Bureau of Applied Social Research an die Columbia University verlegt wurde. Dort war die Sozial- und Kommunikationswissenschaftlerin vor allem für den Bereich Administration und Datenanalyse verantwortlich. Außerdem rekrutierte und trainierte sie junge Interviewer und führte selbst einige Interviews durch. Als Mitglied des Princeton Radio Project war sie auch als Co-Autorin an den beiden ersten Studien des Office of Radio Project The Invasion from Mars (1940) und The People’s Choice (1944) maßgeblich beteiligt.
Im Anschluss an diese Arbeit war sie als Analystin in der Umfrageabteilung des Office of War Information (OWI) in New York und London tätig, wo sie einige Untersuchungen zur Effektivität von Kriegspropaganda leitete.
Darüber hinaus arbeitete sie in der Forschungsabteilung des Columbia Broadcasting System (CBS) und assistierte Charles Wright Mills bei seinen Studien zur Rolle von Gewerkschaftsführern, welche 1948 unter dem Namen The New Man of Power veröffentlicht wurde.

## The Invasion from Mars
Die 1940 veröffentlichte Studie The Invasion from Mars widmet sich der Untersuchung der Reaktionen nach der Aufführung des Radiohörspiels The War of the World aus dem Jahr 1938. In der Kommunikationswissenschaft gilt diese Studie als eines der Schlüsselwerke der Medienwirkungsforschung. Für das Projekt spielten zunächst vier Personen eine wichtige Rolle: Paul Lazarsfeld, Hadley Cantril, Herta Herzog und Hazel Gaudet. Während Lazarsfeld und Cantril mit den Verantwortlichen der Rockefeller Foundation über die Forschungsförderung verhandelten, waren Herzog und Gaudet dafür zuständig, die Ergebnisse zu ordnen und zu analysieren. Herzog führte eine Reihe von Interviews mit den Rezipienten des Hörspiels durch. Gaudet verantwortete die Administration des Forschungsprojektes und die statistischen Analysen der gesamten Daten. Obwohl die beiden Frauen augenscheinlich den größten Beitrag zur Studie leisteten, wird Hadley Cantril bis heute als Hauptautor des Werkes genannt, wohingegen Gaudet und Herzog meist nur flüchtig als Mitarbeiterinnen erwähnt werden.
Im Rahmen der Studie wurden 135 Personen interviewt. Im Anschluss wurden 100 Befragte ausgewählt, die panisch reagiert hatten. Ziel der Studie war es, die Gründe für die teils panischen Reaktionen auf das Hörspiel The War of the World zu benennen. Bei der Analyse der Ergebnisse konnten die Hörer in 4 unterschiedliche Typen klassifiziert werden:
1. Hörer, die die innere Beweisführung des Hörspiels prüften.
2. Hörer, die die Sendung durch andere Informationen überprüften und erfuhren, dass es sich um ein Hörspiel handelte.
3. Hörer, die versuchten, das Programm durch andere Informationen zu überprüfen, aber aus verschiedenen Gründen weiterhin glaubten, dass die Sendung eine authentische Nachrichtensendung sei.
4. Hörer, die keinen Versuch machten die Sendung oder die Ereignisse zu überprüfen.

Zum einen glaubte ein Großteil derjenigen, die in Panik ausbrachen, was sie hörten, ohne es zu hinterfragen. Zum anderen sahen die Autoren den Grund für die Panik in der Tatsache, dass einige zu spät einschalteten und dadurch die Ansage, dass es sich um einen Halloweenscherz handle, überhörten. Weiters analysierten die drei Wissenschaftler, welche Merkmale der Rezeptionssituation und welche persönlichen Eigenschaften der Zuhörer zu einem erhöhten Angstpotential führten. Dabei stellten sie fest, dass die fehlende Fähigkeit, kritisch zu denken und die Informationen zu hinterfragen, ausschlaggebend für die Reaktion der jeweiligen Zuhörer war. Allerdings, so die Studie, konnte das kritische Denken durch einen hohen Grad an Suggestibilität und emotionale Unsicherheit außer Kraft gesetzt werden.

## Journalistische Arbeit
Gaudet-Erskines Erfahrung im Bereich Meinungsforschung kam ihr 1961 zugute, als sie die Aufgabe erhielt, die regelmäßig in der Public Opinion Quarterly erscheinende Kolumne The Polls zu restaurieren. Bevor die Wissenschaftlerin die Reihe übernahm, bestand The Polls hauptsächlich aus einer Auflistung von Umfrageresultaten zu den unterschiedlichsten Themen ohne weitere Analysen, Interpretationen oder historische Kontexte. Gaudet-Erskine wählte für jede Ausgabe ein zeitgemäßes Thema und bereitete dieses mit Umfragedaten, Analysen und Meinungstrends auf. Vor allem beschäftigte sie sich mit kontrovers diskutierten Fragestellungen der Zeit: Bürgerrechte, Frauenbilder, Meinungsfreiheit, Religion und Sozialhilfeprogramme etc.

## Politisches Engagement
Mit ihrem Umzug nach Reno, Nevada begann Gaudet-Erskine sich vermehrt politisch und sozial zu engagieren. Eine ihrer ersten politisch motivierten Handlungen war es, Unterstützung für das ADC (Aid to Dependent Children) Programm zu bekommen. Zu diesem Zeitpunkt war Nevada der einzige Bundesstaat, der nicht an diesem staatlich geförderten Programm teilnahm. 1955 stimmte der Gesetzgeber schließlich für einen Beitritt Nevadas.
Gleichzeitig setzte sich Gaudet-Erskine verstärkt für bessere Sozialleistungen für alte und blinde Menschen und für die Transferierung des Zuständigkeitsbereiches für Sozialhilfe von den einzelnen Countys auf Staatsebene ein.
In den Jahren 1952 und 1956 war sie maßgeblich an den beiden Präsidentschaftskampagnen von Adlai Stevenson beteiligt. Zwei Jahre später arbeitete sie für den späteren Gouverneur von Nevada Grant Sawyer. In diesem Zusammenhang reiste Gaudet-Erskine in alle 17 Countys des Bundesstaates Nevada um die nötige für Unterstützung für Sawyer zu bekommen. Gaudet-Erskine übernahm die Organisation, Planung und Analyse von Sawyers Kampagnen. Im Laufe dieser Tätigkeit konnte sie von ihrer akademischen Laufbahn als Meinungsforscherin und den dort erlernten Techniken profitieren. Als Mitarbeiterin und Beraterin des Gouverneurs Grant Sawyer brachte sie ihn dazu, Frauen und Vertreter von Minderheiten in politischen Positionen einzusetzen. Sie war darüber hinaus Mitglied im Sozialausschuss des Staates Nevada.
1966 organisierte sie erste Treffen des American Civil Liberties Union (ACLU) Nevada in ihrem eigenen Wohnzimmer, bis sich die Organisation etabliert hatte. 1970 wurde sie als Vertreterin Nevadas in den nationalen Vorstand der ACLU gewählt. Außerdem besetzte sie zwischen 1992 und 1994 wichtige Positionen in den Biennial Conference Committees und im Nominating Comitee 1975.

## Publikationen
- Hadley Cantril, Hazel Gaudet: Familiarity as a factor in determining the selection and enjoyment of radio programs. In: Journal of Applied Psychology. 23, Nr. 1, 1939, S. 85–94.
- Hazel Gaudet: The favorite radio program. In: Journal of Applied Psychology. 23, Nr. 1, 1939, S. 115–126.
- Hadley Cantril, Hazel Gaudet, Herta Herzog: The Invasion form Mars. Princeton University Press, Princeton 1940.
- Hazel Gaudet: High School Students Judge Radio Programs. In: Education. 60, 1940, S. 639–646.
- Hazel Gaudet, Elmo C. Wilson: Who escapes the personal investigator. In: Journal of Applied Psychology. 24, Nr. 6, 1939, S. 85–94.
- Paul F. Lazarsfeld, Hazel Gaudet: Who gets a job? In: Sociometry. 41, Nr. 1, 1941, S. 64–77.
- Paul F. Lazarsfeld, Berelson Bernard, Hazel Gaudet: The People’s Choice: How the Voter makes up his mind in a presidential campaign. Duell und Sloan, New York 1948.
- Hazel Erskine-Gaudet: A Revival:Reports from the Polls. In: Public Opinion Quarterly. 25, Nr. 1, 1961, S. 128–139.

Zwischen 1961 und 1975 verfasste Hazel Erskine Gaudet The Polls, eine regelmäßig erscheinende Kolumne in der Public Opinion Quarterly.